# Шевченки (Глобинский район)
Шевченки (укр. Шевченки) — село,
Крынковский сельский совет,
Глобинский район,
Полтавская область,
Украина.
Код КОАТУУ — 5320684605. Население по переписи 2001 года составляло 161 человек.

## Географическое положение
Село Шевченки примыкает к селу Степовое, на расстоянии в 0,5 км от села Сиренки.
Около села большое озеро.

## Экономика
- Молочно-товарная ферма.